# Monotoca aristata
Monotoca aristata är en ljungväxtart som beskrevs av A.R.Chapm. Monotoca aristata ingår i släktet Monotoca och familjen ljungväxter. Inga underarter finns listade i Catalogue of Life.